# Bruno Benoit
Bruno Benoit, né le 30 janvier 1949 à Lyon, est un universitaire et historien français. Il est l'un des spécialistes français de l'histoire de la ville de Lyon et de l'époque contemporaine, en particulier la période de la Révolution française.
Bruno Benoit a contribué à plus d'une trentaine d'ouvrages, comme auteur unique, en collaboration ou en tant que directeur de la publication. Bruno Benoit s’intéresse particulièrement à l’histoire politique lyonnaise, de la Révolution à nos jours, mais aussi à tout ce qui a trait aux violences, à la mémoire, et aux problèmes d’identité. Il enseigne l'histoire contemporaine en qualité de professeur des universités à Sciences Po Lyon. Père du concept de « lyonnitude », il est considéré par ses pairs et désigné dans les médias comme un spécialiste de l'histoire et de l'identité lyonnaises,.

## Biographie
Fils de l'historien lyonnais Félix Benoit, il effectue ses études secondaires au lycée du Parc à Lyon.
Après l’agrégation d’histoire obtenue en 1972, il commence sa carrière dans un lycée à Belley dans l’Ain, qu'il quitte ensuite pour rejoindre le collège Elsa Triolet aux Minguettes où il reste 8 ans. Puis, il enseigne au lycée d’Oullins et enfin au lycée Ampère en classes préparatoires HEC avant de rejoindre l’Université en 1990.

## Fonctions
- Membre du Laboratoire de recherche historique Rhône-Alpes (Larhra)
- Membre de la Société d'histoire de Lyon (nouveau nom de la Société historique, archéologique et littéraire de Lyon)
- Membre de l'Institut des sciences clavologiques ou Ordre du clou, créé par son père
- Président de l'Association des professeurs d'histoire et de géographie de l'enseignement public
- Directeur de la publication de la revue Historiens et Géographes

## Vie politique
Il est candidat aux élections municipales de 2014 dans le 2e arrondissement de Lyon en 7e position sur la liste PS soutenue par le sénateur-maire de Lyon, Gérard Collomb.

## Publications
- Hérésies, diableries et sorcelleries à Lyon et alentours, avec Félix Benoit
- Patrice Béghain, Bruno Benoit, Gérard Corneloup et Bruno Thévenon (coord.), Dictionnaire historique de Lyon, Lyon, Stéphane Bachès, 2009, 1054 p. (ISBN 978-2-915266-65-8, BNF 42001687)

## Distinctions
- Grand prix des auteurs et écrivains lyonnais (1998)[9]
- Prix d'histoire du Conseil général du Rhône (2000)[10]